# Euglossa pleosticta
Euglossa pleosticta är en biart som beskrevs av Dressler 1982. Euglossa pleosticta ingår i släktet Euglossa, tribus orkidébin, och familjen långtungebin. Inga underarter finns listade.